# Västergötlands runinskrifter 49
Västergötlands runinskrifter 49 är en nu försvunnen vikingatida runsten som funnits i Brokvarn, Hällum socken och Lidköpings kommun. 
Stenen är försvunnen sedan länge, men från 1600-talet finns uppgifter om och avbildningar av denna sten. Enligt Johan Hadorph var den omkring 1670 "liggiandes wid wägen". Senare uppgifter finns också som säger att runstenen skulle ha blivit inmurad i ett mejerigolv eller inmurad i en bro. Beräknat på avbildningarna bör stenen varit ungefär 2 meter hög och 1 meter bred.

## Inskriften
Translitterering av runraden:
[ub(i)(ʀ) × auk × suin × risþu sti(n) --si × iftiʀ ...]
Normalisering till runsvenska:
Øpiʀ(?) ok Svæinn ræistu stæin [þann]si æftiʀ ...
Översättning till nusvenska:
Öpir(?) och Sven reste denna sten efter ...